# Sainz de Baranda (metropolitana di Madrid)
Sainz de Baranda è una stazione delle linee 6 e 9 della metropolitana di Madrid.
Si trova sotto all'incrocio tra Calle Doctor Esquerdo e Calle Alcalde Sainz de Baranda, nel distretto Retiro.

## Storia
La stazione è stata inaugurata l'11 ottobre 1979 insieme al tratto Cuatro Caminos-Pacífico della linea 6.
Il 31 gennaio 1980 è stato inaugurato il primo tratto della linea 9 che partiva da questa stazione e arrivava a quella di Pavones, ad una profondità maggiore rispetto alla linea 6.

## Accessi
Ingresso Sainz de Baranda
- Sainz de Baranda Calle Doctor Esquerdo
- José Martínez de Velasco Calle Doctor Esquerdo, 103 (angolo con Calle Rafael Salazar)
- Moneda Calle Doctor Esquerdo, 107 (angolo con Calle Moneda)
- Doctor Esquerdo Calle Doctor Esquerdo

Ingresso Doctor Esquerdo/Ascensor
- Ascensore Calle Doctor Esquerdo, 66
- Ascensore Calle Doctor Esquerdo, 66